# Lojze Peterle
Lojze Peterle (tudi Alojz Peterle [lójze peterlè]), slovenski politik, * 29. junij 1948, Čužnja vas pri Trebelnem, Slovenija.
Peterle je bil prvi predsednik slovenske vlade, ki je izpeljala osamosvojitev v letih 1990 in 1991. Med drugim je bil dvakrat zunanji minister Republike Slovenije, podpredsednik Evropske zveze krščanskih demokratov, predsednik Slovenskih krščanskih demokratov, poslanec v Državnem zboru Republike Slovenije, predsednik Komisije DZ za evropske zadeve, član predsedstva Komisije za prihodnost Evropske unije ter predsednik Čebelarske zveze Slovenije. Do leta 2019 je bil poslanec v Evropskem parlamentu v poslanski skupini Evropske ljudske stranke - ELS, podpredsednik Evropske ljudske stranke, podpredsednik Evropskega združenja federalistov (UEF). Predseduje Združenju za vrednote slovenske osamosvojitve. Poleg tega je Peterle tudi dobitnik več državnih in mednarodnih nagrad in odlikovanj.

## Mladost
Lojze Peterle se je rodil v Čužnji vasi pri Trebelnem kot prvi izmed štirih otrok Ivanki in Lojzetu Peterletu. Odraščal je na vasi. Obiskoval je osnovno šolo na Blečjem vrhu, nato pa se je vpisal na gimnazijo v Novo mesto. Ukvarjal se je s športom in šahom, opravil pa je tudi izpit za jadralno letalo.

### Študij
Leta 1967 se je vpisal na študij zgodovine in geografije na Filozofski fakulteti v Ljubljani. Pozneje se je vzporedno vpisal še na študij ekonomije na Ekonomski fakulteti ter diplomiral na prvi stopnji poslovne smeri. Leta 1975 je bila njegova diplomska naloga iz zgodovine nagrajena s Prešernovo nagrado.
V času študija je bil v internatu vzgojnega zavoda Janeza Levca dežurni vzgojitelj. Bil je član Zbora sv. Cecilije pri frančiškanih na Prešernovem trgu v Ljubljani, nato pa je začel s pisanjem pri Reviji 2000 v krogu krščanskih študentov in intelektualcev ter bil prihodnjih 15 let odgovorni urednik. Kot odgovorni urednik je delo prevzel tudi pri časopisu Tretji dan, sodeloval pri verskem časopisu študentov in izobražencev Bilten in leta 1987 postal član Medškofijskega odbora za izobražence, ki je deloval tudi v mednarodnih krogih.

## Delo
Že kot študent je Peterle sodeloval pri raziskavah na Urbanističnem inštitutu, kjer se je kasneje tudi zaposlil. Pod mentorstvom Lojzeta Gosarja je delal različna raziskovalna dela, se ukvarjal z varstvom okolja, prostorskim planiranjem in urbanizmom.
Ko se je prijavil na razpis za delo na Zavodu za varstvo narave in kulturne dediščine je kljub temu, da je bil kot najboljši izbran med 54 kandidati, dobil službo nekdo drug. Pozneje se mu je ponudila zaposlitev na Zavodu za družbeno planiranje, za katero je odločneje zaprosil in postal edini svetovalec za varstvo okolja v oddelku za prostorsko planiranje. Preko te službe se je vključil tudi v delo Delovne skupnosti Alpe-Jadran, kar so bile zanj v tistem času dragocene izkušnje, saj je imel možnost spoznati življenje na drugi strani, takrat še obstoječe, železne zavese. Na zavodu je delal v dobrem in intelektualnem okolju. Velikokrat je prisostvoval sejam vlade in imel veliko stikov s tujino (Bavarsko, Lombardijo, avstrijskimi deželami). Na zavodu je bilo zaposlenih tudi kar nekaj bodočih ministrov in visokih uradnikov (Janez Potočnik, Tone Rop, Igor Umek, Miha Jazbinšek idr.).

## Politika

### Začetek politične poti
V letih, ko so se v Sloveniji pričenjale demokratične spremembe, se je Peterle aktivneje vključil v politično delovanje. Najprej preko Revije 2000, potem kot član Odbora za človekove pravice. V tistem času so nastajale različne stranke (SDSS – Socialdemokratska stranka, SDZ - Slovenska demokratična zveza, SKZ – Slovenska kmečka zveza), ki so se na neki način želele ločiti od partijske ideologije.
Peterle je bil najprej soustanovitelj Slovenskega krščansko socialnega gibanja (10. marca 1989) in nato njegov glavni tajnik, v novembru 1989 pa je postal soustanovitelj in predsednik Slovenskih krščanskih demokratov – SKD, kar je bil vse do leta 2000.

### Osamosvojitev Slovenije - predsednik prve slovenske vlade
Leta 1990 so se na pobudo Jožeta Pučnika stranke, ki so imele v svojem programu osamosvojitev Slovenije združile v koalicijo DEMOS, Peterle pa je postal njen podpredsednik. Strankam, ki so bile v Demosu (SDSS, SDZ, SKD, SLS, Slovenska obrtniška stranka in Zeleni Slovenije) je bilo skupno prizadevanje za spremembo političnega sistema in za načela, ki so jih sprejeli v Majniški deklaraciji.
Na prvih demokratičnih volitvah po drugi svetovni vojni, 8. aprila 1990, je Demos s 54 odstotki zmagal na volitvah. SKD z Lojzetom Peterletom na čelu je v okviru koalicije dobila največ glasov  - 13 %. S tem je po Demosovem koalicijskem sporazumu pridobila pravico do mandatarja, vendar pa se je bil Peterle mestu mandatarja pripravljen odpovedati v korist Jožeta Pučnika, ki pa je njegovo ponudbo zavrnil. Tako je 16. maja 1990 Lojze Peterle postal predsednik prve slovenske demokratično izvoljene vlade.
Skupaj z Demosom je vztrajal pri programu osamosvojitve in tako je novembra 1990 skupščina SR Slovenije na pobudo koalicije Demos glasovala za organizacijo plebiscita za samostojno Slovenijo. Plebiscit je bil izveden 23. decembra in ob veliki volilni udeležbi je več kot 88,2 odstotka ljudi glasovalo za samostojno Republiko Slovenijo. Spomladi 1991 je slovenska politika še iskala konfederalni dogovor jugoslovanskih republik, toda brez uspeha. Zato je slovenski parlament 25. junija 1991 sprejel deklaracijo o neodvisnosti Republike in več zakonov, s katerimi je Slovenija prevzela prejšnje pristojnosti federacije na svojem ozemlju. Svečana razglasitev državne neodvisnosti pa je bila dan pozneje na Trgu republike v Ljubljani.
Naslednji dan se je začela desetdnevna slovenska osamosvojitvena vojna. Peterle je bil skupaj s štabom 24 ur v pripravljenosti in delu. Delovali so na vseh področjih, od komunikacije med tujino do obiskov vojakov v štabih, in se zavzemali za čim bolj diplomatski način rešitve. Tako se je vojna končala z majhnim številom žrtev, a vseeno je bila pomembna in zelo uspešna, tako na političnem kot na vojaškem področju.
Lojze Peterle je skupaj s slovenskimi predstavniki sodeloval na mirovnih pogajanjih na Brionih, s katerimi se je vojna v Sloveniji tudi uradno končala. Sledil je trimesečni moratorij na osamosvojitvene aktivnosti. Vseeno pa je Slovenija začela pot priznavanja samostojnosti v tujini, pri kateri je imel Peterle velike zasluge. Sestal se je z nemškim kanclerjem Kohlom, avstrijskim zunanjim ministrom Mockom, papežem in mnogimi drugimi. Tako so se po izteku moratorija, ob koncu leta 1991 in začetku leta 1992 začela vrstiti priznanja samostojne Slovenije.
Kljub vsem naporom za skupnost in edinost v novonastali Sloveniji, pa so se hitro začela razhajanja znotraj notranje politike, tudi znotraj Demosa in še preden je Peterle mandat speljal do konca, je koalicija 30. decembra 1991 formalno razpadla. 14. maja 1992 je Peterletova vlada dobila konstruktivno nezaupnico. Spomladi 1992 je bil za mandatarja potrjen Janez Drnovšek, SKD se je priključil koaliciji, Peterle pa je postal podpredsednik vlade in zunanji minister.

### Podpredsednik vlade in zunanji minister
Na tem položaju je Peterle veliko pripomogel k razpoznavnosti Slovenije in vzpostavljanju diplomatskih odnosov v svetu in tudi Evropski skupnosti, s katero je bil 1993 podpisan sporazum o sodelovanju. Leta 1994 je začel zelo dobro sodelovati z Italijo in tako pripomogel k ustanovitvi zgodovinsko-kulturne komisije za reševanje slovensko – italijanskega  problema. Ko je komisija uspešno rešila nalogo in sta t. i. oglejsko izjavo sprejela oba zunanja ministra, bi morali to samo še podpisati obe vladi, česar pa slovenska vlada ni storila, kar je začelo kazati na razkorake znotraj vlade. Tako je Lojze Peterle 1. novembra 1994 odstopil z mesta zunanjega ministra in zaradi, kakor je odločitev sam utemeljil »nepartnerskega obnašanja znotraj koalicije« in po njegovem mnenju nedopustne reakcije LDS, izstopil iz vlade.

### Poslanec SKD
4. decembra 1994 so bile v Sloveniji lokalne volitve, kjer je SKD zmagala z 18,45 % (LDS 17,45 % in SDS 13,86 %). V letih 1995 in 1996 je Lojze Peterle deloval kot predsednik SKD v opoziciji, medtem ko je njegova poslanska skupina ostala v vladi. Po volitvah 10. novembra 1996 pa je Lojze Peterle kot poslanec SKD postal predsednik Komisije za evropske zadeve v DZ do leta 2000, saj je v tistem času imel največ evropskih referenc. Komisija je spremljala dejavnosti vlade v zvezi s približevanjem Evropski uniji in veliko pripomogla tudi pri drugih delovnih telesih vlade, ko je šlo za evropske zadeve. Leta 1996 je postal Peterle tudi prvi podpredsednik Evropske zveze krščanskih demokratov, to funkcijo pa je opravljal vse do leta 1999.

### Koalicija Slovenija ter združitev z SLS
Decembra 1999, slabo leto pred parlamentarnimi volitvami in iztekom mandata druge Drnovškove vlade, sta Peterle in Janša svoji stranki združila v t. i. Koalicijo Slovenija, s čimer sta se obvezala, da bosta njuni stranki delovali enotno, ne glede na rezultat volitev. SKD in SDS se tako nista formalno združili, pač pa pokazali voljo za skupno delovanje, še posebej v primeru prevzema oblasti. Koalicija je predstavljala poskus obuditve Demosove ideje nastopa pomladnih strank v volilnem bloku.
Kmalu zatem so v tretji pomladni stranki, SLS, izkazali zanimanje za v javnosti že večkrat predstavljeno idejo združitve SKD in SLS. To možnost sta že od začetka 90. let večkrat omenjala Peterle in nekdanji predsednik SLS Ivan Oman, vendar pa nikoli ni zares zaživela. V začetku leta 2000 pa je bila ta možnost zmeraj bližje uresničitvi in 15. aprila, po kongresih, ki sta jih dan prej imeli stranki ločeno, je na združitvenem kongresu nastala skupna stranka SLS+SKD Slovenska ljudska stranka. Najtežje usklajevanje je potekalo glede imena in vodstva nove stranke. Peterle je kandidiral za predsednika kljub težnjam predstavnikov SLS, da bi vodstvo stranke prevzel nekdo tretji. Na koncu je bil izvoljen njegov protikandidat Franc Zagožen, Peterle pa je skupaj z Andrejem Bajukom in Marjanom Podobnikom postal podpredsednik. Nova stranka je imela v Državnem zboru skupaj 29 poslancev, s čimer je dosegla relativno večino.

### Bajukova vlada in nastanek N.Si
Ob združitvi je bila SLS članica koalicije, SKD pa opozicijska stranka. Po združitvi so iz vlade izstopili ministri SLS s čimer je vlada Janeza Drnovška padla. Mesto mandatarja je pripadlo najmočnejši stranki, to pa je bila novoustanovljena SLS+SKD, ki je za ta položaj predlagala Andreja Bajuka. V dveh tajnih glasovanjih ta ni dobil zadostne podpore, v tretjem, javnem glasovanju 3. maja 2000, pa je bil potrjen s 46 glasovi za in 44 proti. V novi vladi, ki je bila potrjena 7. junija 2000, je Peterletu ponovno pripadlo mesto zunanjega ministra.
V novi stranki združitev očitno ni prinesla prave enotnosti. To se je jasno pokazalo že mesec dni po imenovanju nove vlade, ko je del stranke, ki je prej pripadal SLS, glasoval za ustavni zakon, ki naj bi uveljavil proporcionalni volilni sistem, čeprav je bil dogovor ob združitvi strank drugačen. Peterle je vztrajal pri uveljavitvi referendumske volje državljanov, ki so glasovali za večinski volilni sistem. Zaradi tega konflikta sta v tednu po glasovanju Peterle in Bajuk izstopila iz SLS+SKD in ustanovila stranko z imenom Nova Slovenija – Krščansko ljudska stranka. Na oktobrskih volitvah v Državni zbor, ki so sicer prinesle zmagoslavje LDS (36,26 %; 34 poslancev) je N.Si prejela 8,66 % in 8 poslancev ter s tem postala peta najmočnejša stranka v državi. V Državni zbor je bil, že četrtič zapored, izvoljen tudi Peterle, ki je ponovno prevzel vodenje parlamentarne Komisije za evropske zadeve.

### Evropski poslanec
Februarja 2002 je Peterle postal eden izmed predstavnikov Slovenije v Konvenciji o prihodnosti EU, ki je pripravljala ustavo Evropske unije. 15. aprila 2002 je postal član predsedstva Konvencije, kjer je zastopal 13 takratnih držav kandidatk. Bralci tednika European Voice so to izbrali za Evropski dosežek leta 2003.
1. maja 2004 je Slovenija postala polnopravna članica Evropske zveze, 13. junija pa so potekale volitve v Evropski parlament, kjer je bilo za poslance iz Slovenije rezerviranih 7 sedežev. Na volitvah je Peterle slavil zmago, saj je listo N.Si podprlo 23,57 % volivcev, kar je stranki prineslo dva sedeža v Evropskem parlamentu. Kljub preteklim uspehom na evropski politični sceni je bil rezultat za slovensko javnost precejšnje presenečenje. Peterle je postal tudi član Odbora za zunanjo politiko, Odbora za okolje, javno zdravje in varnost hrane, Pododbora za človekove pravice ter član medparlamentarne delegacije za odnose z državami ASEAN in odnose med EU in Rusijo. Peterle je v Evropskem parlamentu član Evropske ljudske stranke - Evropskih demokratov, do januarja 2007 pa je bil tudi vodja slovenske delegacije v tej stranki.
Februarja 2005, v času slovenskega predsedovanje OVSE, je slovenski zunanji minister Dimitrij Rupel Peterleta imenoval za osebnega predstavnika predsedujočega za srednjo Azijo. Na ta način je Peterle leta 2005 aktivno sodeloval pri reševanju konfliktov v srednji Aziji. Kirgizijo je obiskal prav v času, ko se je tam začela t. i. revolucija tulipanov. Med drugim so protivladni demonstranti napadli tudi avto v katerem se je vozil po Biškeku.
Na kongresu največje evropske politične stranke ELS aprila 2006 je bil Peterle izvoljen za strankinega podpredsednika, odgovornega za informacijsko družbo.
Na evropskih volitvah maja 2019 je ponovno kandidiral kot 3. na listi NSi, a ni bil več izvoljen.

### Predsedniške volitve 2007
Novembra 2006 je Peterle napovedal svojo kandidaturo na naslednjih predsedniških volitvah jeseni 2007. Podporo pa so mu med drugim izrazile tudi stranke N.Si, SDS ter SLS. Tri dni po začetku zbiranja podpisov, 23. avgusta 2007, je Peterle na Republiški volilni komisiji tudi uradno vložil kandidaturo, kateri je priložil 15.114 podpisov državljanov, kolikor jih je uspel zbrati v tem času. S tem je postal prvi uradni kandidat. 21. oktobra 2007 je na prvem krogu volitev za predsednika z 28,73 % prejetih glasov Peterle osvojil prvo mesto med kandidati. 11. novembra 2007 je v drugem krogu volitev za predsednika z 31,97 % prejetih glasov Peterle zaostal za protikandidatom Danilom Türkom.

### Zavezništvo SKD
4. decembra 2023 je Lojze Peterle v Ljubljani podpisal dogovor s predsednikom Slovenske ljudske stranke Markom Balažicem o pravici uporabe blagovne znamke Slovenski krščanski demokrati, s čimer je ustanovil novo gibanje Zavezništvo SKD. Zavezništvo je ustanovil, ker je po njegovem mnenju situacija v Sloveniji zaskrbljujoča, namen pa je razviti pogovore o ključnih vprašanjih Slovenije in Evropske unije.

### Izstop iz NSi
Dne 5. novembra 2024 je zaradi nestrinjanja s potezami vodstva stranke izstopil iz NSi, ki jo je soustanovil.

## Osebno življenje
Do novembra 2005, ko je odstopil zaradi prevelikih službenih dolžnosti, je bil predsednik Čebelarske zveze Slovenije. 
Živi v Ljubljani z ženo Branko in tremi otroki. Tekoče govori angleško, nemško, francosko, rusko, srbsko, hrvaško in italijansko, pasivno pa obvlada tudi španski jezik. Ukvarja se tudi z igranjem na orglice. Od evropskega parlamenta se je na zasedanju EP poslovil  z igranjem evropske himne na orglice.

## Nagrade in priznanja
- Zlati častni znak svobode Republike Slovenije
- Alois Mock Europa Ring
- Josef Krainer Prize
- Evropejec leta 2003 (European Voice)[5]
- Meritee Europeen In Gold 2004
- red Pija
- 7. oktobra 2008 je prejel Nagrado za evropskega poslanca 2008, v kategoriji Zdravje in varnost hrane, ki je ena izmed 16. kategorij. Nagrado podeljuje parlamentarni časopis The Parliament. Za kandidate so lahko glasovali le evropski poslanci.[6][7]
- odličje sv. Cirila in Metoda Slovenske škofovske konference (2022)